# 王啟澧
王啟澧（1964年11月4日—），生於嘉義縣水上鄉，中國國民黨籍政治人物，现任第19屆嘉義縣議員，曾任國民黨嘉義縣黨部主委、水上鄉鄉長。
2019年6月，王啟澧在黨内初選中勝出代表國民黨參加2020年嘉義縣第一選舉區（海區）立委選舉，挑戰現任民進黨立委蔡易餘，然而並未當選。

## 第十屆立法委員選舉

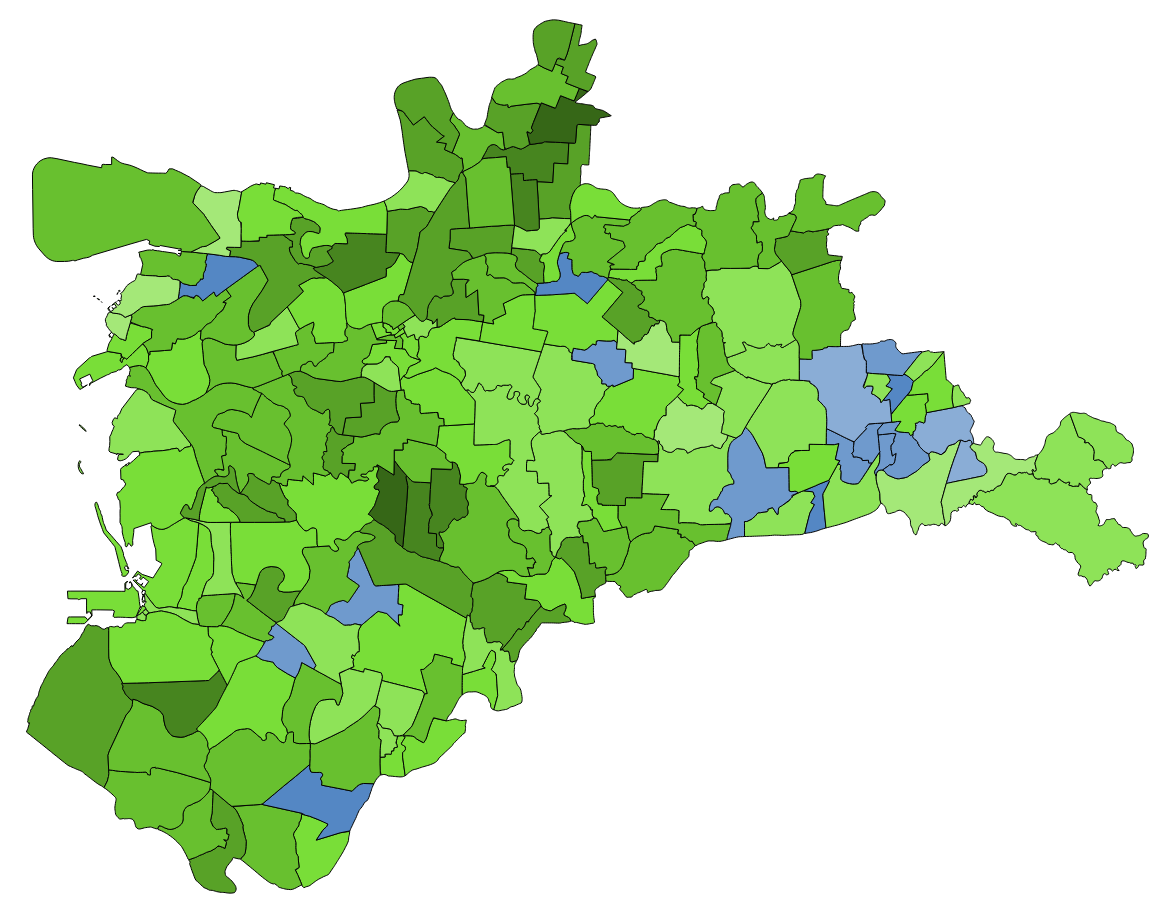
2020 嘉義縣立委第一選區選舉各里得票

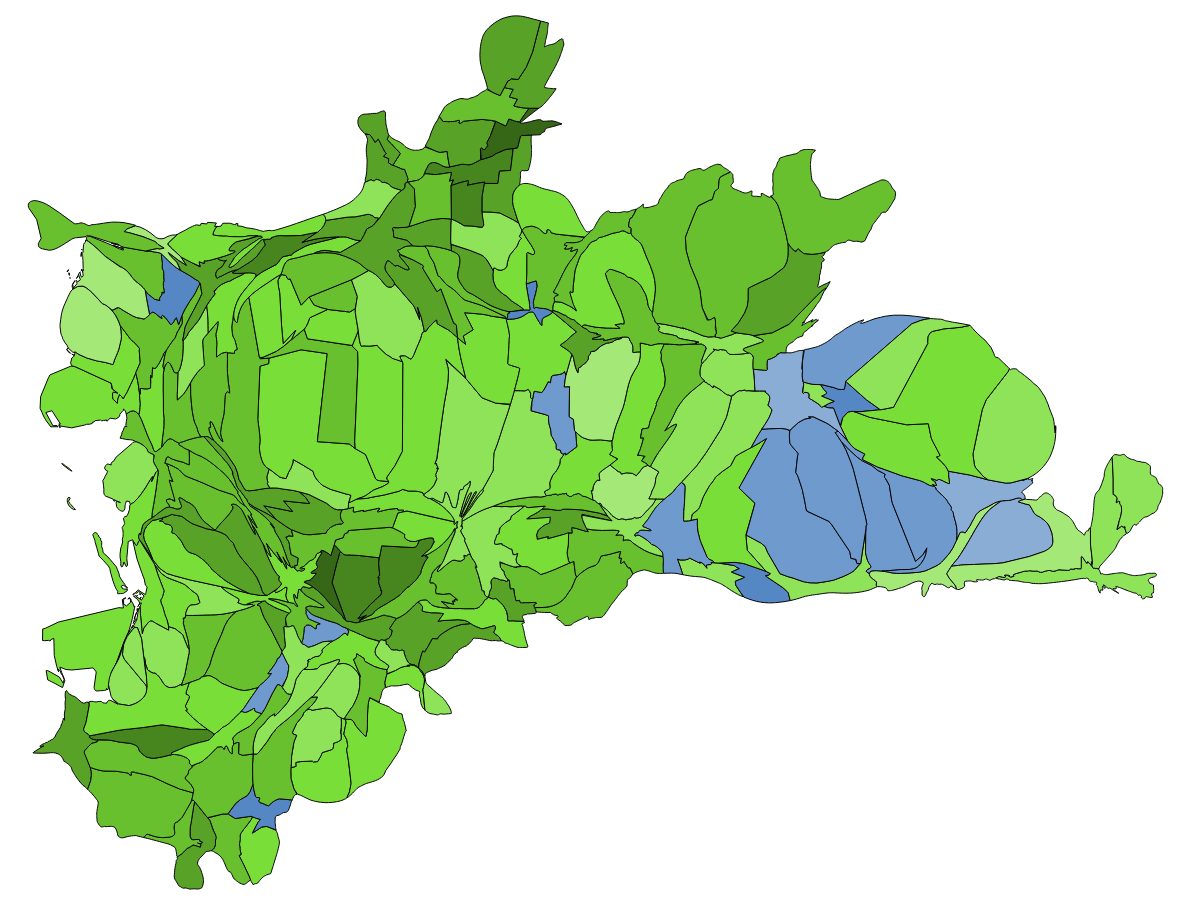
2020 嘉義縣立委第一選區選舉各里得票人口變形圖

| 1        | 黃俊雄   | FA 喜樂島聯盟  | 1,336票  | 0.95%                         |                               |
| 2        | 王啟澧   | 中國國民黨     | 56,256票 | 39.96%                        |                               |
| 3        | 黃奕瑄   | 中華統一促進黨 | 2,175票  | 1.54%                         |                               |
| 4        | 蔡易餘   | 民主進步黨     | 81,028票 | 57.55%                        | 當選                          |
| 選舉日期 | 選舉日期 | 2020年1月11日  | 選舉人數 | 199,857人                     | 199,857人                     |
| 投票率   | 投票率   | 72.54%         | 投票人數 | 有效：140,795人 無效：4,176人 | 有效：140,795人 無效：4,176人 |

## 外部連結
- 王啟澧的Facebook專頁
- YouTube上的王啟澧頻道